# Temporada 2024 de Deutsche Tourenwagen Masters
La temporada 2024 de Deutsche Tourenwagen Masters fue la edición número 25 de dicho campeonato desde su reaparición en el año 2000. Inició el 27 de abril en Oschersleben y finalizó el 20 de octubre en Hockenheim.
El italiano Mirko Bortolotti se quedó con el Campeonato de Pilotos, mientras que Schubert Motorsport se quedó con el Campeonato de Equipos.

## Equipos y pilotos
| Fabricante   | Automóvil                     | Equipo                             | N.º | Pilotos               | Estado | Rondas   |
| ------------ | ----------------------------- | ---------------------------------- | --- | --------------------- | ------ | -------- |
| Audi         | Audi R8 LMS Evo II            | Abt Sportsline                     | 3   | Kelvin van der Linde  |        | Todas    |
| Audi         | Audi R8 LMS Evo II            | Abt Sportsline                     | 7   | Ricardo Feller        |        | Todas    |
| BMW          | BMW M4 GT3                    | Schubert Motorsport                | 11  | Marco Wittmann        |        | Todas    |
| BMW          | BMW M4 GT3                    | Schubert Motorsport                | 31  | Sheldon van der Linde |        | Todas    |
| BMW          | BMW M4 GT3                    | Schubert Motorsport                | 33  | René Rast             |        | Todas    |
| Ferrari      | Ferrari 296 GT3               | Emil Frey Racing                   | 14  | Jack Aitken           |        | Todas    |
| Ferrari      | Ferrari 296 GT3               | Emil Frey Racing                   | 69  | Thierry Vermeulen     |        | Todas    |
| Lamborghini  | Lamborghini Huracán GT3 Evo 2 | Lamborghini Team Liqui Moly by GRT | 19  | Luca Engstler         |        | Todas    |
| Lamborghini  | Lamborghini Huracán GT3 Evo 2 | Lamborghini Team TGI by GRT        | 63  | Christian Engelhart   |        | 1-3      |
| Lamborghini  | Lamborghini Huracán GT3 Evo 2 | Lamborghini Team TGI by GRT        | 63  | Franck Perera         |        | 4-5, 7-8 |
| Lamborghini  | Lamborghini Huracán GT3 Evo 2 | Lamborghini Team TGI by GRT        | 63  | Jordan Pepper         |        | 6        |
| Lamborghini  | Lamborghini Huracán GT3 Evo 2 | Paul Motorsport                    | 71  | Maximilian Paul       |        | Todas    |
| Lamborghini  | Lamborghini Huracán GT3 Evo 2 | SSR Performance                    | 92  | Mirko Bortolotti      |        | Todas    |
| Lamborghini  | Lamborghini Huracán GT3 Evo 2 | SSR Performance                    | 94  | Nicki Thiim           |        | Todas    |
| McLaren      | McLaren 720S GT3 Evo          | Dörr Motorsport                    | 25  | Ben Dörr              |        | Todas    |
| McLaren      | McLaren 720S GT3 Evo          | Dörr Motorsport                    | 85  | Clemens Schmid        |        | Todas    |
| Mercedes-AMG | Mercedes-AMG GT3 Evo          | Mercedes-AMG Team HRT              | 4   | Luca Stolz            |        | 1-7      |
| Mercedes-AMG | Mercedes-AMG GT3 Evo          | Mercedes-AMG Team HRT              | 4   | Jules Gounon          |        | 8        |
| Mercedes-AMG | Mercedes-AMG GT3 Evo          | Mercedes-AMG Team HRT              | 36  | Arjun Maini           |        | Todas    |
| Mercedes-AMG | Mercedes-AMG GT3 Evo          | Mercedes-AMG Team Mann-Filter      | 22  | Lucas Auer            |        | Todas    |
| Mercedes-AMG | Mercedes-AMG GT3 Evo          | Mercedes-AMG Team Winward          | 130 | Maro Engel            |        | Todas    |
| Porsche      | Porsche 911 GT3 R (992)       | Manthey EMA                        | 90  | Ayhancan Güven        |        | Todas    |
| Porsche      | Porsche 911 GT3 R (992)       | Manthey EMA                        | 91  | Thomas Preining       |        | Todas    |

| Icono | Leyenda  |
| ----- | -------- |
| I     | Invitado |

## Calendario
| Ronda   | Ronda | Circuito                                    | Fecha            |
| ------- | ----- | ------------------------------------------- | ---------------- |
| 1       | C1    | Motorsport Arena Oschersleben, Oschersleben | 27 de abril      |
| 1       | C2    | Motorsport Arena Oschersleben, Oschersleben | 28 de abril      |
| 2       | C1    | EuroSpeedway Lausitz, Klettwitz             | 24 de mayo       |
| 2       | C2    | EuroSpeedway Lausitz, Klettwitz             | 25 de mayo       |
| 3       | C1    | Circuito de Zandvoort, Zandvoort            | 8 de junio       |
| 3       | C2    | Circuito de Zandvoort, Zandvoort            | 9 de junio       |
| 4       | C1    | Norisring, Núremberg                        | 6 de julio       |
| 4       | C2    | Norisring, Núremberg                        | 7 de julio       |
| 5       | C1    | Nürburgring, Nürburg                        | 17 de agosto     |
| 5       | C2    | Nürburgring, Nürburg                        | 18 de agosto     |
| 6       | C1    | Sachsenring, Hohenstein-Ernstthal           | 7 de septiembre  |
| 6       | C2    | Sachsenring, Hohenstein-Ernstthal           | 8 de septiembre  |
| 7       | C1    | Red Bull Ring, Spielberg                    | 28 de septiembre |
| 7       | C2    | Red Bull Ring, Spielberg                    | 29 de septiembre |
| 8       | C1    | Hockenheimring, Hockenheim                  | 19 de octubre    |
| 8       | C2    | Hockenheimring, Hockenheim                  | 20 de octubre    |
| Fuente: |       |                                             |                  |

## Resultados
| Ronda   | Ronda | Ronda        | Pole position        | Vuelta rápida        | Piloto ganador        | Equipo ganador                     | Fabricante ganador |
| ------- | ----- | ------------ | -------------------- | -------------------- | --------------------- | ---------------------------------- | ------------------ |
| 1       | C1    | Oschersleben | Jack Aitken          | Ricardo Feller       | Jack Aitken           | Emil Frey Racing                   | Ferrari            |
| 1       | C2    | Oschersleben | Mirko Bortolotti     | Luca Stolz           | Luca Engstler         | Lamborghini Team Liqui Moly by GRT | Lamborghini        |
| 2       | C1    | Lausitz      | Kelvin van der Linde | Kelvin van der Linde | Kelvin van der Linde  | Abt Sportsline                     | Audi               |
| 2       | C2    | Lausitz      | Thomas Preining      | Kelvin van der Linde | Thomas Preining       | Manthey EMA                        | Porsche            |
| 3       | C1    | Zandvoort    | Jack Aitken          | Ben Dörr             | Jack Aitken           | Emil Frey Racing                   | Ferrari            |
| 3       | C2    | Zandvoort    | Maximilian Paul      | Nicki Thiim          | Marco Wittmann        | Schubert Motorsport                | BMW                |
| 4       | C1    | Norisring    | Jack Aitken          | Maximilian Paul      | René Rast             | Schubert Motorsport                | BMW                |
| 4       | C2    | Norisring    | Nicki Thiim          | Nicki Thiim          | Nicki Thiim           | SSR Performance                    | Lamborghini        |
| 5       | C1    | Nürburgring  | Kelvin van der Linde | Kelvin van der Linde | Kelvin van der Linde  | Abt Sportsline                     | Audi               |
| 5       | C2    | Nürburgring  | Maro Engel           | Ayhancan Güven       | Sheldon van der Linde | Schubert Motorsport                | BMW                |
| 6       | C1    | Sachsenring  | Jack Aitken          | Thierry Vermeulen    | Jack Aitken           | Emil Frey Racing                   | Ferrari            |
| 6       | C2    | Sachsenring  | Thierry Vermeulen    | Thierry Vermeulen    | Luca Stolz            | Mercedes-AMG Team HRT              | Mercedes-AMG       |
| 7       | C1    | Spielberg    | Arjun Maini          | Maro Engel           | Mirko Bortolotti      | SSR Performance                    | Lamborghini        |
| 7       | C2    | Spielberg    | Mirko Bortolotti     | Thomas Preining      | René Rast             | Schubert Motorsport                | BMW                |
| 8       | C1    | Hockenheim   | Kelvin van der Linde | Jules Gounon         | Kelvin van der Linde  | Abt Sportsline                     | Audi               |
| 8       | C2    | Hockenheim   | Mirko Bortolotti     | Luca Engstler        | Luca Engstler         | Lamborghini Team Liqui Moly by GRT | Lamborghini        |
| Fuente: |       |              |                      |                      |                       |                                    |                    |

## Clasificaciones
Fuente:

### Sistema de puntuación
Carrera
| Posición | 1.º | 2.º | 3.º | 4.º | 5.º | 6.º | 7.º | 8.º | 9.º | 10.º | 11.º | 12.º | 13.º | 14.º | 15.º |
| Puntos   | 25  | 20  | 16  | 13  | 11  | 10  | 9   | 8   | 7   | 6    | 5    | 4    | 3    | 2    | 1    |

Clasificación
| Posición | 1.º | 2.º | 3.º |
| Puntos   | 3   | 2   | 1   |

### Campeonato de Pilotos
| Pos. | Piloto                | OSC | OSC  | LAU | LAU | ZAN | ZAN | NOR | NOR | NÜR | NÜR | SAC | SAC | SPI | SPI  | HOC | HOC | Puntos |
| ---- | --------------------- | --- | ---- | --- | --- | --- | --- | --- | --- | --- | --- | --- | --- | --- | ---- | --- | --- | ------ |
| 1    | Mirko Bortolotti      | 2   | 151  | 11  | 43  | 9   | 2   | 53  | 32  | 2   | 9   | 23  | 7   | 1   | 41   | 5   | 21  | 238    |
| 2    | Kelvin van der Linde  | 12  | 5    | 1   | 2   | 13  | 3   | 6   | 9   | 1   | 4   | 8   | 2   | 8   | 5    | 1   | 12  | 221    |
| 3    | Maro Engel            | 13  | 2    | 2   | 7   | 11  | 13  | 8   | 23  | 3   | 21  | 3   | 5   | 23  | 8    | 4   | 10  | 203    |
| 4    | René Rast             | 7   | 7    | Ret | 6   | 2   | 7   | 1   | 5   | 11  | 17  | 7   | 9   | 9   | 13   | 7   | 3   | 172    |
| 5    | Thomas Preining       | 10  | 13   | 32  | 1   | 14  | 10  | 14  | 6   | 7   | 7   | 61  | 4   | 12  | 2    | 14  | 4   | 158    |
| 6    | Sheldon van der Linde | 4   | 6    | 6   | 8   | 6   | 8   | 72  | 14  | 13  | 1   | 9   | 8   | 11  | 6    | 11  | 9   | 142    |
| 7    | Arjun Maini           | 83  | 4    | 7   | 12  | 3   | 6   | 15  | 4   | 10  | Ret | 5   | Ret | 31  | 3    | 8   | 13  | 139    |
| 8    | Jack Aitken           | 1   | Ret3 | 16  | 14  | 1   | 16  | 91  | 18  | 5   | 13  | 12  | 6   | 14  | 10   | Ret | 16  | 128    |
| 9    | Luca Stolz            | 5   | 32   | 10  | DSQ | 10  | 5   | 11  | 7   | 12  | 11  | 4   | 13  | 4   | Ret  |     |     | 127    |
| 10   | Lucas Auer            | 6   | 11   | 4   | 10  | 5   | Ret | Ret | 10  | 43  | 12  | 12  | 12  | 7   | Ret  | 2   | 8   | 116    |
| 11   | Ricardo Feller        | 3   | 9    | 53  | 32  | 8   | 11  | 13  | 12  | 9   | 82  | Ret | Ret | 10  | 12   | 12  | 63  | 115    |
| 12   | Marco Wittmann        | 18  | 10   | 13  | 9   | 7   | 1   | 12  | 11  | 6   | 3   | 13  | DSQ | Ret | 11   | 9   | 7   | 110    |
| 13   | Nicki Thiim           | Ret | Ret  | 8   | Ret | 12  | 14  | 4   | 1   | 8   | Ret | 14  | 10  | 13  | 16   | 10  | 52  | 93     |
| 14   | Luca Engstler         | 11  | 1    | 14  | 5   | Ret | 12  | 3   | 19  | 18  | 15  | Ret | Ret | 18  | Ret2 | 15  | 1   | 92     |
| 15   | Thierry Vermeulen     | 9   | Ret  | 17  | 13  | 15  | 43  | 17  | 15  | 16  | 6   | 11  | 31  | DSQ | 13   | 13  | 11  | 71     |
| 16   | Ayhancan Güven        | 14  | 14   | 15  | 11  | 17  | Ret | 16  | 8   | 17  | 5   | DSQ | 13  | 5   | 7    | 3   | 19  | 69     |
| 17   | Franck Perera         |     |      |     |     |     |     | 2   | 13  | 14  | 10  |     |     | 16  | 9    | Ret | 15  | 39     |
| 18   | Maximilian Paul       | 17  | DSQ  | 12  | Ret | Ret | 91  | 10  | Ret | 15  | 16  | 15  | Ret | 62  | 14   | 16  | 14  | 38     |
| 19   | Clemens Schmid        | 15  | 12   | 19  | Ret | 42  | Ret | 18  | 17  | 20  | DNS | Ret | 11  | 15  | 15   | 17  | 17  | 27     |
| 20   | Christian Engelhart   | 16  | 8    | 9   | 16  | Ret | Ret |     |     |     |     |     |     |     |      |     |     | 15     |
| 21   | Jules Gounon          |     |      |     |     |     |     |     |     |     |     |     |     |     |      | 6   | Ret | 10     |
| 22   | Jordan Pepper         |     |      |     |     |     |     |     |     |     |     | 10  | Ret |     |      |     |     | 6      |
| 23   | Ben Dörr              | Ret | 16   | 18  | 15  | 16  | 15  | Ret | 16  | 19  | 14  | 16  | Ret | 17  | 17   | 18  | 18  | 4      |
| Pos. | Piloto                | OSC | OSC  | LAU | LAU | ZAN | ZAN | NOR | NOR | NÜR | NÜR | SAC | SAC | SPI | SPI  | HOC | HOC | Puntos |

| Color     | Resultado                                                               |
| --------- | ----------------------------------------------------------------------- |
| Oro       | Ganador                                                                 |
| Plata     | 2.ª plaza                                                               |
| Bronce    | 3.ª plaza                                                               |
| Verde     | Finalizó en los puntos                                                  |
| Azul      | Finalizó sin puntos                                                     |
| Azul      | NC - No clasificado                                                     |
| Violeta   | Ret - No terminó (Carrera)                                              |
| Rojo      | DNQ - No se clasificó                                                   |
| Negro     | DSQ - Descalificado                                                     |
| Blanco    | DNS - No empezó (carrera)                                               |
| Blanco    | WD - Retirado (fin de semana)                                           |
| Blanco    | C - Carrera cancelada                                                   |
| Sin color | DNP - Inscrito pero no participó                                        |
| Sin color | INJ - Lesionado                                                         |
| Sin color | EX - Excluido                                                           |
| Estado    | Resultado                                                               |
| Negrita   | Pole position                                                           |
| Cursiva   | Vuelta rápida                                                           |
| †         | Abandona, pero clasifica al completar el porcentaje requerido para ello |

Fuente: DTM.

### Campeonato de Equipos
| Pos. | Equipo                  | Puntos |
| ---- | ----------------------- | ------ |
| 1    | Schubert Motorsport     | 361    |
| 2    | Abt Sportsline          | 326    |
| 3    | Winward Racing          | 316    |
| 4    | SSR Performance         | 312    |
| 5    | Mercedes-AMG Team HRT   | 272    |
| 6    | Manthey EMA             | 226    |
| 7    | Emil Frey Racing        | 193    |
| 8    | GRT Grasser Racing Team | 155    |
| 9    | Paul Motorsport         | 39     |
| 10   | Dörr Motorsport         | 37     |

### Campeonato de Fabricantes
| Pos. | Fabricante   | Puntos |
| ---- | ------------ | ------ |
| 1    | Mercedes-AMG | 434    |
| 2    | Lamborghini  | 424    |
| 3    | BMW          | 382    |
| 4    | Audi         | 350    |
| 5    | Porsche      | 264    |
| 6    | Ferrari      | 237    |
| 7    | McLaren      | 97     |